# Христо Мирски
Христо Кръстев Мирски е български юрист, журналист, общественик и политик. Народен представител.

## Биография
Роден е на 14 декември 1884 година в град Варна в семейството на видния общественик Кръстьо Мирски. Учи в Мъжката гимназия до 1906 година, а след това започва да учи право в Софийския университет, което завършва през 1910 година в град Загреб.
Взема участие в Балканските и Първата световна война. Член е на Демократическата партия. Работи като адвокат във Варна от май 1914 г., развива и активна обществена дейност. Известен период от време е народен представител. Работи като съдия във Видинския окръжен съд в продължение на 11 години. На 11 юни 1923 година става кмет на град Варна. Напуска поста на 5 ноември 1923 година, за да се кандидатира за народен представител.